# Бур де Виза
Бур де Виза (фр. Bourg-de-Visa) насеље је и општина у јужној Француској у региону Миди Пирене, у департману Тарн и Гарона која припада префектури Кастелсаразен.
По подацима из 2011. године у општини је живело 396 становника, а густина насељености је износила 27,48 становника/km². Општина се простире на површини од 14,41 km². Налази се на средњој надморској висини од 228 метара (максималној 233 m, а минималној 115 m).

## Демографија
| 1962. | 1968. | 1975. | 1982. | 1990. | 1999. | 2011. |
| ----- | ----- | ----- | ----- | ----- | ----- | ----- |
| 443   | 512   | 431   | 406   | 424   | 430   | 396   |

График промене броја становника у току последњих година